# Leptoneta sandra
Leptoneta sandra là một loài nhện trong họ Leptonetidae.
Loài này thuộc chi Leptoneta. Leptoneta sandra được Willis J. Gertsch miêu tả năm 1974.